# Xochitecpancalli
Xochitecpancalli (del náhuatl, Xochitl = flor; Tecpan = muralla; Calli = casa; significa "palacio florido") es un tipo de la arquitectura de paisaje mexica del siglo XV.
Los reyes mexicas como Moctezuma Ilhuicamina (palacio de Oaxtepec) y acolhuas como Netzahualcóyotl Xocoyotzin (palacio de Tezcutzingo), poseían grandes jardines reales resguardados por murallas y terrazas de piedra, en los que conservaban colecciones de plantas de todo el imperio, aquellas que no era posible cultivar, por límites climáticos, se representaban en pinturas murales, bajorrelieves y esculturas. En estos palacios se mantenían colecciones de fauna silvestre sobresaliente (jaguar, puma, serpientes, aves, peces).
Las tipologías de paisaje del siglo XV fueron relacionadas por la arqueóloga estadounidense Zelia Nuttall, en su artículo titulado «Los jardines del antiguo México», publicado en 1920 en las Memorias de la Sociedad Científica José Antonio Alzate n.º 37, páginas 17-21; y también en 1924 en su artículo «Los aficionados a las flores y los jardines de México antiguo», en las mismas memorias n.º 43, páginas 593-608; donde describe algunas categorías de los más célebres de tipos de jardines mexicanos antiguos: 
Xochitla = lugar de flores, jardín. Xoxochitla = lugar con muchas flores. Xochitepanyo = Muro verde, jardín vertical (como la muralla de Huexotla, en el estado de México). Cuauchinanco (Huauchinango) = fortaleza de madera, es decir un jardín rodeado de cercas vivas de árboles (como el palacio Cillan, del rey Netzahualcóyotl en Atenco (Texcoco), conocido después como "el bosque del contador". Xochitecpancalli = palacio florido, siendo este el más imponente de todas las clases de jardines reales. Xochichinancalli = jardín rodeado de cañas, es decir, el jardín de la gente campesina, que generaba un jardín de cocina o huerto doméstico.
Un jardinero que construye un jardín se denomina "Xochimanca", mientras que aquel que cosecha es un "Xochilpizqui". Las flores son "Xochitl", el color verde es "Xoxoctic".
En general, el gusto de los monarcas mexicas del siglo XV y anteriores era establecer dichos palacios floridos en montañas y peñas volcánicas, e incorporaban grandes acueductos y canales para irrigar las fincas palaciegas, desde las que se suministraba el agua a los terrenos agrícolas. El paisaje cultural resultante, de estos imperios hidráulico agrícolas, es conocido en lengua náhuatl como Altépetl.
En la cuenca de México, los sistemas de captación de agua de lluvia y manantiales conducían el agua por acueductos que incorporaban y centralizaban el agua a los palacios, donde se cultivaban plantas "para deleite del espíritu" y de allí se distribuía por los terrenos del piamonte para irrigar agricultura y producción de alimentos, inclusive hasta llegar a las chinampas de la parte inundada de los lagos. Los sistemas de irrigación más antiguos en la cuenca de México fueron iniciados por los olmecas en Cuicuilco; posteriormente, en Teotihuacán se consiguieron grandes logros en la parte noreste de la cuenca. Después de la caída de Teotihuacán y a partir del siglo XIII, los Chichimecatecuhtli, como Quinantzin, herederos de las reminiscencias toltecas de la zona centro y a su vez, de los chichimecas provenientes desde aridoamérica, retomaron los sistemas de irrigación en las montañas de Texcoco, llevando al esplendor la región con el Rey Netzahualcóyotl Xocoyotzin, durante el siglo XV, con el célebre paisaje cultural del Acolhuacán septentrional cuya pieza maestra fue el Palacio Tezcutzingo, un Xochitecpancalli, primer jardín botánico reconocido del mundo y el más importante jardín mexicano de la antigüedad. Es considerado el 4° sistema de irrigación de terrazas más grande del mundo, después de los sistemas del sur de China, Norte de India y Machu Pichu, en el Perú.
Antropólogos como Pedro Armillas y William Sanders, así como Teresa Rojas Rabiela, entre otras personas, han documentado bastante el tema de los sistemas agrícolas prehispánicos mexicanos del siglo XV y anteriores. Asimismo, los conquistadores como Hernán Cortés en el siglo XVI y cronistas mexicanos como Fernando de Alva Ixtlilxóchitl en el siglo XVII, entre otros, relataron lo grandioso de dichos palacios mexicanos.
Al ser México un país megadiverso y multicultural, los jardines mexicanos y los sistemas agrícolas, los forestales, son también muy diversos en estructura, composición y estilo.